# Legend of the Five Rings
Коллекционная карточная игра, созданная компанией Alderac Entertainment Group в 1995-м году. Действие игры происходит в вымышленной стране Rokugan, напоминающей средневековую Японию с добавлением элементов мифологии и фольклора как Японии, так и других восточно-азиатских стран. Отличается большой степенью взаимодействия игроков и разработчиков, в зависимости от результатов крупных турниров происходят изменения в игровом мире и выпускаются новые карты. Игра неоднократно получала различные призы, в частности на Origins 2008 была признана лучшей коллекционной карточной игрой года.
В 2015-м году права на игру переданы компании Fantasy Flight Games.